# Parco nazionale Rondane
Il parco nazionale Rondane è il più vecchio parco nazionale della Norvegia ed è situato nella contea di Innlandet. È stato istituito il 21 dicembre 1962 e poi ampliato nel 2003. Occupa una superficie di  969 km². Nel parco si trovano dieci cime che superano i 2 000 metri di altitudine, di queste la più alta è  Rondeslottet che ha un'altitudine di 2 178 metri sul livello del mare. Il parco è un importante habitat per diversi animali tra cui diverse mandrie di renne.
L'area del Rondane si trova a est della valle del Gudbrandsdal e di fianco ai parchi nazionali di Dovre e dello Jotunheimen.

## Geografia

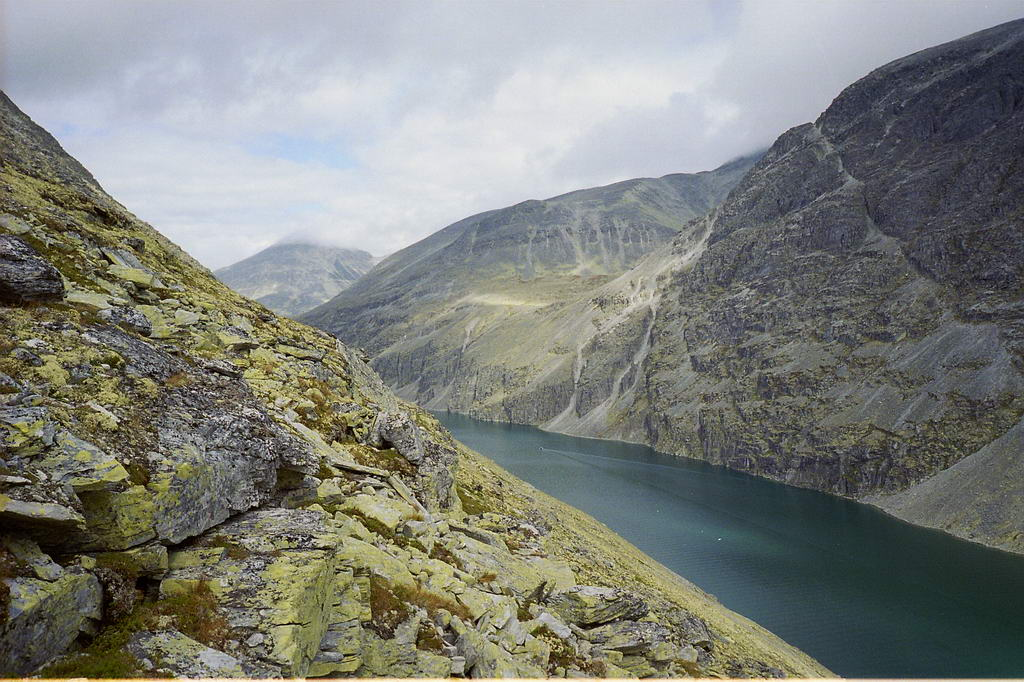
Il lago Rondvatnet

Il Rondane è una zona montana con diversi altipiani e dieci cime che superano i 2 000 m (6 560 ft). Il punto più elevato è il monte Rondeslottet ("Il castello del Rondane") con un'altezza di 2 178 m (7 146 ft). Il punto più basso si trova invece è appena sotto l'altitudine di fine della vegetazione che si trova circa tra i 1 000 e i 1 100 m (tra 3 300 a 3 600 ft) sul livello del mare. Il clima è piuttosto arido. Oltre alle betulle che si trovano nelle zone più basse, il terreno e le rocce sono coperte di eriche e licheni che sopravvivono nonostante le condizioni difficili. Le cime più alte sono completamente rocciose a partire dai 1 500 m (5 000 ft), da questa altezza si trovano solo alcune specie di licheni di alta montagna che crescono direttamente sulla pietra.

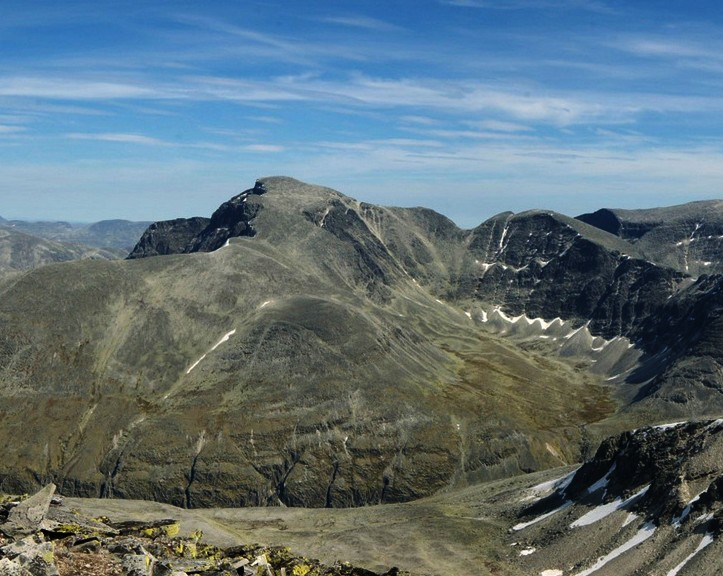
Il Rondslottet dal Veslesmeden

Le montagne sono divise da profonde vallate, nella più profonda si trova il lago Rondvatnet, un lago stretto che si sviluppa tra le ripide pareti del massiccio Storronden-Rondeslottet e di quello del Smiubelgen ("Il mantice del fabbro"). Il massiccio centrale è tagliato da "botns": vallette piatte e rocciose che separano le scoscese pareti delle cime. L'area non è soggetta a sufficienti precipitazioni per poter alimentare ghiacciai perenni, ma si trovano spesso grandi nevai nelle vallette più alte che rimangono in ombra.